# Quino Cabrera
Francisco Cabrera Guinovart, más conocido como Quino (nacido el 5 de marzo de 1971) era un futbolista español que destacaba por ser un buen regateador.

## Clubes
| Club                 | País    | Año       |
| -------------------- | ------- | --------- |
| Atlético Malagueño   | España  | 1989-1990 |
| CD Málaga            | España  | 1989-1992 |
| Cádiz CF             | España  | 1992-1995 |
| CF Gavà              | España  | 1995-1997 |
| Málaga CF            | España  | 1997-1999 |
| Recreativo de Huelva | España  | 1999-2000 |
| CD Badajoz           | España  | 2000-2001 |
| Livingston FC        | Escocia | 2001-2003 |
| CF Gavà              | España  | 2003-2010 |